# رالف سیدر
رالف سیدر (انگلیسی: Ralph Ceder؛ ‏ ۲ فوریهٔ ۱۸۹۷ – ۲۹ نوامبر ۱۹۵۱) فیلم‌نامه‌نویس و کارگردان فیلم اهل ایالات متحده آمریکا بود.
از فیلم‌هایی که وی در آن‌ها نقش داشته‌است، می‌توان به جویندگان طلا، همگی ناموفق، داداش‌های زیر چانه‌ای، نزدیک دوبلین، شادی مادر، زب در مقابل پاپریکا، خشن‌ترین چهره آفریقا و حقیقت تمام و کمال اشاره نمود.